# Diospyros havilandii
Diospyros havilandii är en tvåhjärtbladig växtart som beskrevs av Bakh. Diospyros havilandii ingår i släktet Diospyros och familjen Ebenaceae. Inga underarter finns listade i Catalogue of Life.